# Eimsbüttel (dzielnica)
Eimsbüttel, Hamburg-Eimsbüttel – dzielnica miasta Hamburg w Niemczech, w okręgu administracyjnym Eimsbüttel. W roku 1894 włączony w granice miasta.